# Sandokan - La tigre della Malesia
Sandokan - La tigre della Malesia è una serie televisiva a cartoni animati del 1998 diretta da Marco Pagot.
Co-prodotta da Rai Fiction, Mondo TV e TF1, si compone di 26 episodi ed è liberamente ispirata ai romanzi del ciclo indo-malese di Emilio Salgari. Rispetto ai romanzi originali, pressoché tutti i personaggi sono stati ringiovaniti e le trame delle singole opere sono state mescolate le une con le altre. Inoltre sono state edulcorate le scene di sparatoria e di lotta all'arma bianca, dal momento che la violenza "mostrata con le immagini è spesso molto più forte", come affermato dal regista. L'animazione fu realizzata dallo studio sudcoreano Hahn Shin Corporation. Le musiche sono state composte dagli Oliver Onions (Guido e Maurizio De Angelis), che realizzarono come sigla una versione abbreviata di quella dello sceneggiato Sandokan (1976).
La serie fu trasmessa su Rai 1 all'interno del programma Solletico a partire dal 3 novembre 1998, ogni lunedì e venerdì; la trasmissione fu accompagnata da un nutrito merchandising. Fu poi seguita dalle serie Sandokan - La tigre ruggisce ancora (2001) e Sandokan - Le due tigri (2008).

## Trama
Il giovane malese Sandokan vive a Singapore con il suo tutore Macassar, finché questi, in punto di morte, non gli rivela le sue origini: il padre di Sandokan era il Raja del Kiltar, e tutta la sua famiglia venne sterminata dai mercenari Dayachi; Sandokan si mette allora in viaggio per incontrare il governatore della Malesia Britannica James Brooke, che desidera interpellare nella speranza di conoscere meglio il suo passato, ignaro del coinvolgimento di Brooke nel delitto. Nel corso del viaggio stringe amicizia con l'avventuriero Yanez de Gomera, un furbo portoghese che lo salva da un attentato, e con Kammamuri, un ragazzino indiano. A causa di un naufragio Sandokan finisce a Mompracem, un nido di pirati, e con trucchi e inganni riesce a diventare il loro capo. In seguito si innamora di Marianna, nipote di James Brooke, che lo salva dallo zio e si unisce al gruppo, condividendone le avventure. Alla fine le malefatte di Brooke vengono dimostrate ed egli viene arrestato.

## Personaggi principali
- Sandokan: figlio del Raja del Kiltar e unico sopravvissuto al massacro della sua famiglia. Venne salvato da un fedele servitore di suo padre e una volta cresciuto gli è stata raccontata la verità sulla sua famiglia e giura di vendicarsi contro il Governatore James Brooke. Fonda le Tigri di Mompracem e inizia la sua avvenuta per ottenere giustizia e liberare il regno di suo padre.
- Yanez de Gomera: è un giovane portoghese amante delle belle donne e del gioco d'azzardo. Porta sempre con se un amuleto, uno "Zuk", che gli predice il pericolo o sua assenza, ed è accompagnato da un camaleonte, Paco, che a volte fa il buffone infastidendo Yanez a volte lo aiuta in qualche piano. Diventa per Sandokan più di un amico e lo accompagna sempre nelle sue avventure.
- Lady Marianna: è la nipote di James Brooke in questo adattamento. A differenza di suo zio lei è gentile e buona, coraggiosa, poco scrupolosa sull'etichetta della nobiltà, affezionata a Nani la sua governate e, in particolare dopo il racconto di Sandokan sulla morte dei reali del Kiltar, non approva il modo di agire dello zio. Trova Sandokan svenuto su una spiaggia e si innamora di lui a prima vista. Diventa la sua fidanzata e alleata nella lotta contro suo zio Brooke. Ama cavalcare e suonare il violino, entrambe le cose che Brooke non trova consone all'educazione di lei.
- Kammamuri: un piccolo ragazzino indiano. Inizialmente viaggiava su una nave pirata cercando di ritrovare suo fratello Tremal-Naik finché, approdati sull'isola segreta Mompracem, non diviene amico e giovane membro delle Tigri di Mompracem guidate da Sandokan. Del corso della storia ritrova prima la sua amica tigre Darma e successivamente suo fratello.
- Tremal-Naik: è il fratello maggiore di Kammamuri, che era stato rinchiuso nel penitenziario dal Raja di Sarawak. Viene fatto evadere da Sandokan e diventa loro alleato e nel corso dell'avventura incontra e si innamora di Ada Moreland.
- James Brooke: Governatore della Malesia Britannica, prese parte allo sterminio della famiglia del Raja del Kiltar per impossessarsi delle miniere di diamanti del Kiltar. Non si ferma davanti a niente pur di ottenere quello che vuole, anche uccidere se necessario. Odia profondamente Sandokan per averlo ostacolato in più occasioni. Alla fine le sue azioni vengono scoperte (il che può rifarsi alle accuse anche infondate che gli furono mosse quanto al farsi versare denaro) e viene condannato alla prigione. Gli succede Lord Guillonk.
- Lord Guillonk: stretto collaboratore di Brooke, in questo adattamento non è lo zio ma un pretendente di Marianna, e Brooke dà il proprio consenso alle nozze. Il governatore lo ritiene poco capace e sveglio, ma insiste con questo matrimonio, in specie quando può salvare la reputazione di Marianna, e anche di Brooke indirettamente, dopo che la ragazza ha passato del tempo con Sandokan e i Tigrotti.
- Suyodhana: Sacerdote della setta dedita alla venerazione della Dea Kali. Fece rapire Ada quando era ancora una bambina per farla diventare una sacerdotessa della dea insegnandole magie e incantesimi. Quando la sua setta viene sgominata cerca sia di farla risorgere, facendo rapire un'altra bambina, sia di uccidere Sandokan, alleandosi temporaneamente con Brooke, ma i suoi piani vengono sfumati e finisce in prigione, insieme al governatore e ad altri malvivenri.
- Ada Moreland: è una giovane che venne rapita da Suyodhana e tenuta segregata in un tempio nascosto affinché diventasse una sacerdotessa. Viene liberata da Tremal-Naik, del quale si innamora.
- Surama: giovane indiana dell'Assam, rapita dai pirati e venduta al sultano del Varuni, fa parte da anni del corpo di ballo dell'harem del sovrano. Fuggita grazie ai Tigrotti, fa innamorare di sé Yanez.

## Episodi
1. Il risveglio della tigre
2. Sfida a Labuan
3. La conquista di Mompracem
4. Le tigri all'attacco
5. La perla di Labuan
6. Il rapimento
7. Dharma la tigre dell'India
8. Kammamuri schiavo del Rajah
9. Nelle paludi di Sarawak
10. La setta dei Thugs
11. Assalto a Rajmangal
12. Il cuore nero di Kalì
13. Le tigri prigioniere
14. Il sacrificio di Marianna
15. Il matrimonio
16. Prigionieri dei pirati
17. Marianna baiadera del sultano
18. Il tradimento di Naso d'Oro
19. Nei sotterranei di Calcutta
20. La fonte delle scimmie d'oro
21. La grotta del terrore
22. La lunga notte dei Dayachi
23. Il patto
24. La congiura
25. Sandokan alla riscossa
26. La conquista del Kiltar